# Једнакост при имиграцији
Имиграциона једнакост је једнака могућност или право грађана да и чланови њихове породице имигрирају са њима. Такође се односи на правично и једнако спровођење закона и права недржављана без обзира на националност или одакле потичу. Питања имиграције такође могу бити проблем ЛГБТ+ права, пошто се признавање истополних односа разликује од земље до земље.

## Питање имиграције и права миграната

### Сједињене Државе
Председник САД Бил Клинтон је 1999. послао Конгресу закон којим би се изједначила имиграциона права за људе из Централне Америке и Хаитија. Клинтон је рекао да ће нацрт закона исправити неравнотежу у имиграционим законима који су давали предност људима који су побегли од комунистичких режима као што су Куба и Никарагва. Попут Никарагваца и Кубанаца, многи Салвадорци, Гватемалци, Хондуранци и Хаићани су побегли од кршења људских права или нестабилних политичких економских услова током 1980-их и 1990-их, али су потоњи имали неједнак третман који је додељиван Никарагванцима и Кубанцима. Закон о паритету Централне Америке и Хаићана из 1999. године никада није усвојен, али би мигрантима са Хаитија, Салвадора, Гватемале и Хондураса понудио заштиту једнакости имиграције.
Хаићани су тражили једнакост у имиграцији у афери Елијана Гонзалеса 2000. године када су организовали демонстрације у Мајамију током међународног натезања конопа између Кубе и САД. Они су протестовали против дискриминације хаићанских имиграната од стране Службе за имиграцију и натурализацију и понашања изабраних званичника који су лобирали да Елијан Гонзалес остане у САД, али су игнорисали невољу хаићанских избеглица и репатријацију хаићанске деце.
Године 2004, Високи комесар Уједињених нација за избеглице изразио је забринутост због тешког положаја Хаићана док је земља све више клизила у хаос. Куба, Јамајка и Канада рекле су да неће враћати људе на Хаити, али је председник САД Џорџ В. Буш упозорио Хаићане да ће они бити послати кући ако покушају да побегну у САД. За неколико дана, америчка обалска стража пресрела је око 500 људи у чамцима који су бежали са Хаитија и вратила их назад. САД нису враћале Кубанце који су бежали од сличних ситуација и режима, а многи тврде да би требало да важе права једнакости имиграције између две националности.
У 2006. настављени су протести за једнакост имиграционих права за Хаићане док адвокати протестују против депортације илегалних имиграната на Хаити.

## Проблеми ЛГБТ+ имиграције

### Сједињене Државе
До 2013. ЛГБТ+ Американци нису имали иста права и одговорности према важећем закону о имиграцији као хетеросексуални парови. Закон о одбрани брака забранио је савезној влади да даје било какве бенефиције истополним паровима. Према том закону, особе у истополним браковима нису се сматрале венчаним за потребе имиграције. Амерички држављани и стални становници у истополним браковима нису могли да поднесу захтев за своје супружнике, нити су могли да буду у пратњи супружника у САД на основу породичне визе или визе за запошљавање. Недржављанин у таквом браку не би могао да га користи као основу за добијање изузећа или ослобађања од удаљења из САД. Дана 26. јуна 2013. Врховни суд је пресудио у предмету Сједињене Државе против Виндсора да је Одељак 3 Закона о одбрани брака неуставан. Након ове одлуке, администрација председника Барака Обаме почела је да признаје истополне парове у сврху имиграције.
Законодавство за успостављање имиграционе једнакости, Закон о уједињењу америчких породица, уведен је у Конгрес САД од 2000. године.
Од 2003. године страх од прогона је све више прихваћен као основ за давање азила ЛГБТ+ особама. Одбор за жалбе за имиграцију је 2008. одбио захтев за азил геј Индонежанину који је отпуштен са посла због своје сексуалне оријентације и којем су апликације на другим местима одбијане због истог разлога. Одбор за жалбе за имиграцију је сумњау у његов страх од прогона ако се врати у Индонезију, делимично зато што се „прикривена хомосексуалност толерише у Индонезији“. Случај Кадри против Мукасеја је у жалбеном поступку Првом окружном апелационом суду пресуђен у његову корист на основу економске персекуције.

### Свет
Тренутно велики број земаља признаје истополне везе у сврху имиграције. Ово се може десити кроз признавање истополних бракова, кроз неки други облик регистроване везе или кроз посебне одредбе у закону о имиграцији. Ове земље су:
- Аргентина (2010)
- Аустралија (1995)[12]
- Аустрија (2010)[13][14]
- Белгија (1997)[12]
- Бразил (2003)[12]
- Данска (1989) [ Гренланд (1996)][12]
- Немачка (2001)[12]
- Исланд (1996)[12]
- Ирска (2011)[15]
- Израел (2000)[12]
- Италија (2016)
- Јужна Африка (1999)[12]
- Канада (2005)[12]
- Луксембург (2004)
- Мексико (2010)
- Намибија (1998)[16]
- Нови Зеланд (1999)[12]
- Норвешка (1993)[12]
- Португал (2001)[12]
- Румунија (2006)[17]
- Сан Марино (2012)[18][19]
- Сједињене Државе (2013)
- Словачка [17]
- Уједињено Краљевство (1997) [ Џерзи (2012),  Острво Ман (2011),  Гибралтар (2014),  Бермуда (2015)][12]
- Уругвај (2013)
- Финска (2001)[12]
- Француска (1999)[12]
- Холандија (2001)[12]
- Хонг Конг (2018)[20]
- Чиле (2015) [21]
- Швајцарска (2003)[12]
- Шведска (1994)[12]
- Шпанија (2005)[12]

### ЛГБТ+ имиграционе организације
У различитим земљама постоје организације које се баве питањима имиграције ЛГБТ+ и ХИВ позитивних особа, те представљају ЛГБТ+ и ХИВ позитивне особе у апликацијама за легалну имиграцију.
- Холандија
  - Love Exiles
- Сједињене Државе
  - Immigration Equality[22][23]
  - Out4Immigration
  - National Center For Lesbian Rights